# Eric Singleton
Eric Singleton (ook wel Eric "XL" Singleton) is een Amerikaanse rapper en is bekend geraakt door zijn samenwerking met Modern Talking.

## Biografie
Singleton werkt al sinds 1994 samen met verschillende producers. Hij deed halverwege jaren negentig mee aan enkele Eurodance projecten.
Op 20 mei 1994 bracht hij nog een album uit genaamd Rightious Vibe, met daarop 10 rap-tracks. Ook zijn er nog enkele rap-singles uitgebracht.
Eric Singleton kreeg internationale bekendheid door zijn rap-optreden in de comeback-versie van Modern Talkings "You’re My Heart, You’re My Soul '98". Dieter Bohlen en Thomas Anders, de oprichters van Modern Talking, waren zo te spreken over hem dat ze twee jaar lang met elkaar hebben samengewerkt aan nog meer songs van Modern Talking die in een nieuw jasje waren gestoken en nieuwe tracks. In Nederland deed de single het niet zo goed, het kwam niet verder dan de 11de plaats in de Tipparade. "Brother Louie '98", waar Eric ook in rapte, deed het iets beter en kwam in de Tipparade tot de 2de plaats. Duitsland liep helemaal warm voor het nieuwe geluid van Modern Talking met de rapper.
In 2000 bracht Eric Singleton samen met Shaggy de single "Sexy Girl" uit.

## Discografie

### Albums
| Album met eventuele hitnotering(en) in de Nederlandse Album Top 100 | Datum van verschijnen | Datum van binnenkomst | Hoogste positie | Aantal weken | Opmerkingen |
| ------------------------------------------------------------------- | --------------------- | --------------------- | --------------- | ------------ | ----------- |
| Rightious Vibe                                                      | 1994                  | nvt                   | -               | -            |             |

### Singles
| Single met eventuele hitnotering(en) in de Nederlandse Top 40 | Datum van verschijnen | Datum van binnenkomst | Hoogste positie | Aantal weken | Opmerkingen                       |  |
| ------------------------------------------------------------- | --------------------- | --------------------- | --------------- | ------------ | --------------------------------- |  |
| Tequila Rap Rise                                              | 1994                  | nvt                   | -               | -            |                                   |  |
| Nylon Moon                                                    | 1994                  | nvt                   | -               | -            | met Tom Tom                       |  |
| Hang On Snoopy                                                | 1995                  | nvt                   | -               | -            |                                   |  |
| U R Everything                                                | onb                   | nvt                   | -               | -            |                                   |  |
| Indian Sorrow                                                 | onb                   | nvt                   | -               | -            | met Sinclair N Wild               |  |
| U Don't Understand                                            | onb                   | nvt                   | -               | -            | met Francis Ford                  |  |
| Why                                                           | 1997                  | nvt                   | -               | -            | met G-Traxx                       |  |
| Africa (Hey Joe)                                              | 1997                  | nvt                   | -               | -            | met Sinclair N Wild               |  |
| Love Is Forever                                               | 1997                  | nvt                   | -               | -            | als Hip Opera feat. Michael D.KAY |  |
| When She's Gone                                               | 1997                  | nvt                   | -               | -            | met Sinclair N Wild               |  |
| Becouse I Love You                                            | 1997                  | nvt                   | -               | -            | met World In Motion               |  |
| Please Let Me Know                                            | 1997                  | nvt                   | -               | -            | met Cool Cut                      |  |
| Sometime Somewhere                                            | 1997                  | nvt                   | -               | -            | met B.O.O.N.                      |  |
| Take My Time                                                  | 1998                  | nvt                   | -               | -            | met G-Traxx                       |  |
| Take 5                                                        | 1998                  | nvt                   | -               | -            |                                   |  |
| You're My Heart, You're My Sould '98                          | 1998                  | 02-05-1998            | tip             | -            | met Modern Talking                |  |
| Ms Diamond                                                    | 1998                  | nvt                   | -               | -            | met Helmut Zerlet                 |  |
| You're A Woman '98                                            | 1998                  | nvt                   | -               | -            | met Bad Boys Blue                 |  |
| Brother Louie '98                                             | 1998                  | 12-09-1998            | tip             | -            | met Modern Talking                |  |
| Space Mix                                                     | 1998                  | nvt                   | -               | -            | met Modern Talking                |  |
| Suffer And Die                                                | 1999                  | nvt                   | -               | -            | met Deep Down                     |  |
| You Are Not Alone                                             | 1999                  | nvt                   | -               | -            | met Modern Talking                |  |
| Sexy Sexy Lover                                               | 1999                  | nvt                   | -               | -            | met Modern Talking                |  |
| The Riddle                                                    | 2000                  | nvt                   | -               | -            | met B.O.O.N.                      |  |
| China In Here Eyes                                            | 2000                  | nvt                   | -               | -            | met Modern Talking                |  |
| Don't Take Away My Heart                                      | 2000                  | nvt                   | -               | -            | met Modern Talking                |  |
| Sexy Girl                                                     | 2000                  | nvt                   | -               | -            | met Shaggy                        |  |
| A Whole Lotta Love                                            | 2000                  | nvt                   | -               | -            |                                   |  |
| Last Exit To Broolyn                                          | 2001                  | nvt                   | -               | -            | met Modern Talking                |  |